# دومینیک مونتیلیو
دومینیک مونتیلیو (نام در زمان تولد دومینیک آنتونی سانتاماریا؛ ۱۷ ژوئیه ۱۹۴۷–۲۷ ژوئن ۲۰۲۱) یکی از همکاران سابق خانواده خلافکار گامبینو بود.